# Hostrîi Kamin, Sînelnîkove
Hostrîi Kamin (în ucraineană Гострий Камінь) este un sat în așezarea urbană Rozdorî din raionul Sînelnîkove, regiunea Dnipropetrovsk, Ucraina.

## Demografie
Componența lingvistică a localității Hostrîi Kamin
     Ucraineană (91,67%)
     Rusă (8,33%)
Conform recensământului din 2001, majoritatea populației localității Hostrîi Kamin era vorbitoare de ucraineană (91,67%), existând în minoritate și vorbitori de rusă (8,33%).